# Linc Energy
Linc Energy Limited war ein australischer Energiekonzern, der sich auf die Erzeugung von synthetischem Benzin aus Kohle spezialisiert hatte. Linc Energy war in der Entwicklung und Kommerzialisierung der Untertagevergasung von Kohle aktiv. Der Konzern produzierte Gas in einer Technologie der Gasverflüssigung zur Herstellung synthetischen Benzins, plante aber auch die Verwendung von Gas zur Erzeugung von elektrischer Energie.

## Geschichte
Linc Energy Limited wurde am 29. Oktober 1996 als Linc Energy N.L. gegründet und benannte sich am 17. November 2000 in Linc Energy Ltd um. Linc Energy wurde auf der Australian Securities Exchange (ASX) am 10. Mai 2006, später an der OTCQX-Handelsplattform für Rohstoffe in New York im Dezember 2007 und auch an der Singapore Exchange (SGX) gelistet.
Linc begann mit der Entwicklung einer Demonstrationsanlage in Chinchilla im Juli 1999, die erstes Gas bereits im selben Jahr produzierte, dennoch dauerte es mehr als zwei Jahre, um den gesamten Prozess zu kontrollieren. Zunächst nutzte Linc Energy zur unterirdischen Kohlevergasung eine Technologie der Ergo Exergy Technologies Inc. aus Kanada. Jedoch war die Nutzung mit Ergo Exergy zeitlich befristet. Nach Ablauf dieser Frist wurde eine Kooperationsvereinbarung über die Anwendung einer anderen Technologie sowie über Konsultationen und Ingenieurdienste mit dem Skochinsky Institute of Mining and the Scientific-Technical Mining Association of Russia abgeschlossen.
Im Jahr 2005 unterschrieb Linc Energy ein Memorandum mit dem Unternehmen Syntroleum, das ihr die Nutzung einer Lizenz der Syntroleum-Gasverflüssigungstechnologie sicherte. Linc Energy begann im November 2007 mit dem Bau einer Gasverflüssigungsanlage, der Chinchilla-Anlage. Die Fabrikanlage wurde im August 2008 fertiggestellt und lieferte das erste Rohöl im Oktober 2008. Die Pilotanlage wurde offiziell am 22. April 2009 eingeweiht und der vierte Generator der Anlage wurde im Februar 2010 fertiggestellt.
Am 20. Dezember 2007 übernahm Linc Energy 60 % und später 74 % der usbekischen Gesellschaft Yerostigaz, die Kohlegasverflüssigungsanlagen betreibt. Am 15. Oktober 2008 wurde Land der südaustralischen Öl- und Gas-Gesellschaft SAPEX Limited übernommen. Diese Übernahme sicherte Linc Energy den Zugang zum Arckaringa-, St-Vincent- und Wallowaybecken, in denen sich Kohle- und Ölvorkommen befinden. Am 3. Dezember 2008 gab Linc Energy bekannt, dass es die Absicht hat, Land des North American Powder River Basin der Gesellschaft Casper aus Wyoming zu übernehmen, die Gastechnologie anwendet. Das erste Land in Wyoming wurde im Mai 2009 übereignet und weiteres Land wurde in den Staaten von Montana und North Dakota im selben Jahr akquiriert. Im März 2010 erwarb Linc Energy Landrechte im Cook-Inlet-Becken in Alaska. Die Projektdurchführung und -genehmigung für Gasverflüssigungsanlagen in Nordamerika sind gestellt worden.
Im November 2007 schloss Linc Energy eine Kooperation mit der BioCleanCoal Pty Ltd. ab, um einen Joint Venture für die Entwicklung eines Prototyps, der als Bioreaktor in der Lage sein soll, Kohlendioxid durch Photosynthese in Sauerstoff und fester Biomasse zu verwandeln. Laut Konzernbericht wurde 2014 ein Umsatz von 148,390,000 $ erzielt. Am 15. April 2016 stellte Linc Energy einen Insolvenzantrag.

## Geschäftsfelder
Der Hauptsitz von Linc Energy befindet sich Brisbane in Australien. Die Gesellschaft hat auch Geschäftsinteressen in Queensland, South Australia, Nordamerika, Vietnam und Usbekistan. Im Eigentum des Konzerns befindet sich die Chinchilla-Demonstrationanlage 300 km westlich von Brisbane, die als welterste Gasverflüssigungsanlage Synthesegas durch unterirdischen Gasverflüssigungsanlagen erzeugt. Diese Anlage hat vier Erdgas-Generatoren, eine Gasverflüssigungs-Pilotanlage, ein Labor und eine Abwasser-Reinigungsanlage.
Linc Energy plant auch eine Gasverflüssigungsanlage im Arckaringabecken in South Australia, die 20.000 Barrels täglich (3.200 m³ täglich) herstellt. Diese Anlage wird von Aker Solutions entwickelt und soll Synthesegas aus Kohlevergasungverfahren herstellen. BP hat eine Kaufoption von 70 % der produzierten Menge Dieselkraftstoff dieser Anlage.
In dem Bergbaugebiet Yining in China plant Linc Energy die Entwicklung eines Kohlevergasungsprojekts in Kooperation mit der Xinwen Mining Group. Zusammen mit Vinacomin, Song Hong Energy und Marubeni bereitet Linc Energy ein Gasverflüssigsprojekt im Delta des Roten Flusses (UCG Tonkin) in der Provinz Hưng Yên in Vietnam vor.
Linc Energy will Eigentümer des Geländes der Emerald-, Galilee- und Pentland-Kohlemine im australischen Queensland werden, die es verkaufen wollen.

## Yerostigaz
Yerostigaz ist eine Tochtergesellschaft von Linc Energy in Angren in Usbekistan. Die Gesellschaft wurde 1961 gegründet und arbeitet seit 1964 kontinuierlich in der Untertagevergasung. Sie ist ein Teil der früheren sowjetischen Gesellschaft zur Kohlevergasung, die als erstes Unternehmen weltweit diese Technologie kommerziell anwendete. Linc Energy hat ein Austauschprogramm entwickelt, wobei die Experten von Yerostigaz im australischen Chinchilla-Projekt ihre Erfahrungen und Wissen einbringen werden. Yerostigaz produziert etwa eine Million m³ Synthesegas am Tag.